# Łewko Łukjanenko
Łewko Hryhorowycz Łukjanenko, ukr. Левко Григорович Лук'яненко (ur. 24 sierpnia 1928 w Chrypiwce w rejonie horodniańskim, zm. 7 lipca 2018) – ukraiński prawnik, dysydent w czasach ZSRR i polityk. Wyróżniony tytułem Bohatera Ukrainy.

## Życiorys
W latach 1944–1953 był zawodowym wojskowym, służył w Austrii i na Kaukazie. W 1951 wstąpił do Komsomołu, w 1953 do partii. W wojsku ukończył szkołę średnią. Ze służby wojskowej skierowano go w 1953 na studia prawnicze na Moskiewskim Uniwersytecie Państwowym.
W 1959 był współzałożycielem (wraz z m.in. Stepanem Wirunem i Iwanem Kandybą) konspiracyjnego Ukraińskiego Związku Robotniczo-Chłopskiego. Aresztowany 21 stycznia 1961, 20 maja tego samego roku skazany na karę śmierci. 26 lipca 1961 został ułaskawiony, karę zamieniono na długoletnie (15 lat) pozbawienie wolności. Zwolniony po odbyciu całości kary w styczniu 1976, aresztowany powtórnie w 1977, zwolniony w 1988.
Należał do współzałożycieli Ukraińskiej Grupy Helsińskiej i Ukraińskiego Związku Helsińskiego.
Między 1990 a 1998 sprawował mandat deputowanego Rady Najwyższej. Założył i przewodniczył Ukraińskiej Partii Republikańskiej. W 1991 kandydował na urząd prezydenta Ukrainy, w latach 1992–1993 był ambasadorem Ukrainy w Kanadzie. Ponownie zostawał posłem w 2002 i 2006 z listy Bloku Julii Tymoszenko. W 2007 zrezygnował ze startu w przedterminowych wyborach.

## Odznaczenia
- Order Wolności (2016)[2]